# Mahindra XUV500
Le Mahindra XUV500 est un modèle de crossover compact produit par le constructeur automobile indien Mahindra & Mahindra. Le XUV500 a été conçu et développé au centre de conception et de construction de véhicules de Mahindra à Nashik et Chennai et est fabriqué dans l'usine de Chakan & Nashik de Mahindra, en Inde. Au cours de son développement, la voiture portait le nom de code « W201 ». Il est remplacé par le XUV700, qui devait être le XUV500 de deuxième génération lors du développement.

## Histoire

### Pré-lifting (2011-2015)
Le XUV500 a été lancé en 2 options en 2011, partageant le même moteur : le W6 en deux roues motrices uniquement. Le W6 comprend un écran d'infodivertissement monochrome de 6 pouces, deux airbags, un système ABS avec répartition électronique de la force de freinage (EBD) et des freins à disque sur toutes les roues. Le W8 peut être spécifié en deux ou quatre roues motrices, cela s'ajoute un GPS, six airbags, un écran tactile, un programme électronique de stabilité (ESP) avec atténuation du renversement, un contrôle Hill Hold et Hill Descent, des jantes en alliage et un revêtement en cuir. La société a ensuite ajouté un variant de base W4 en 2013.

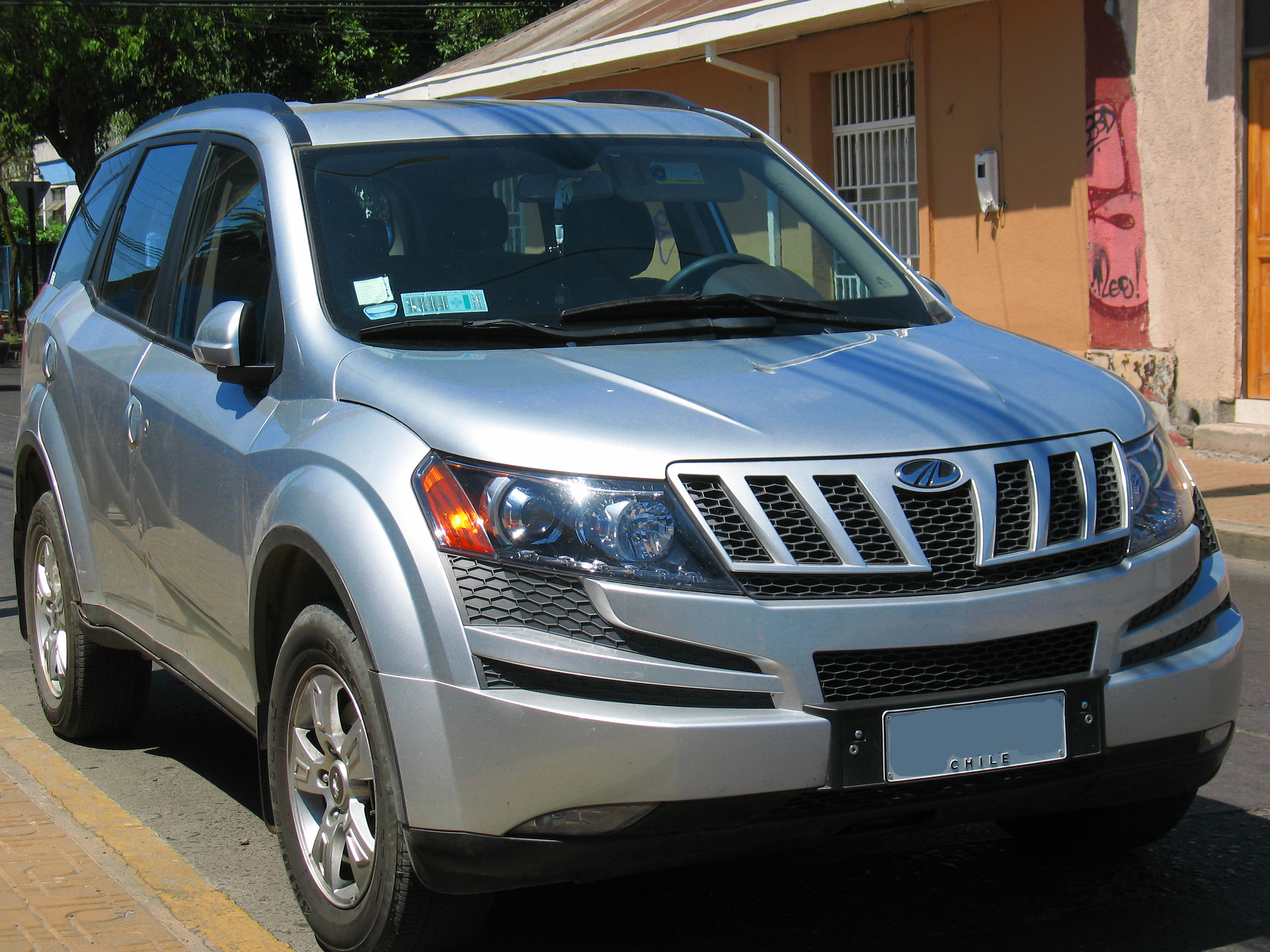
Mahindra XUV500 vue avant
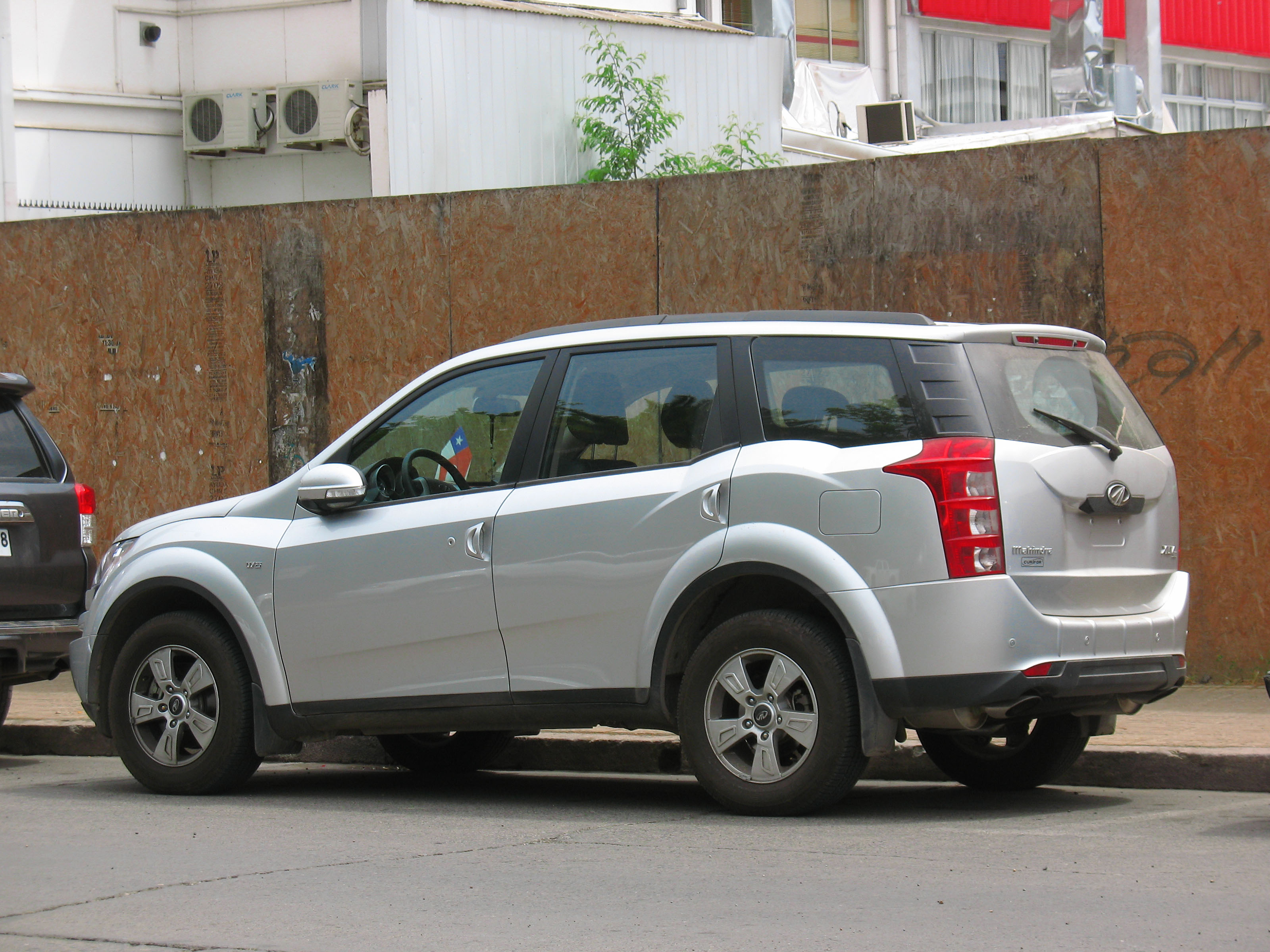
Mahindra XUV500 vue de côté

### Premier lifting (2015)
Le XUV500 a été revu en mai 2015. Le variant haut de gamme W10 a été lancée. La transmission automatique a été annoncée pour les W6, W8 et W10 en novembre 2015, étant disponible le 5 décembre 2015.

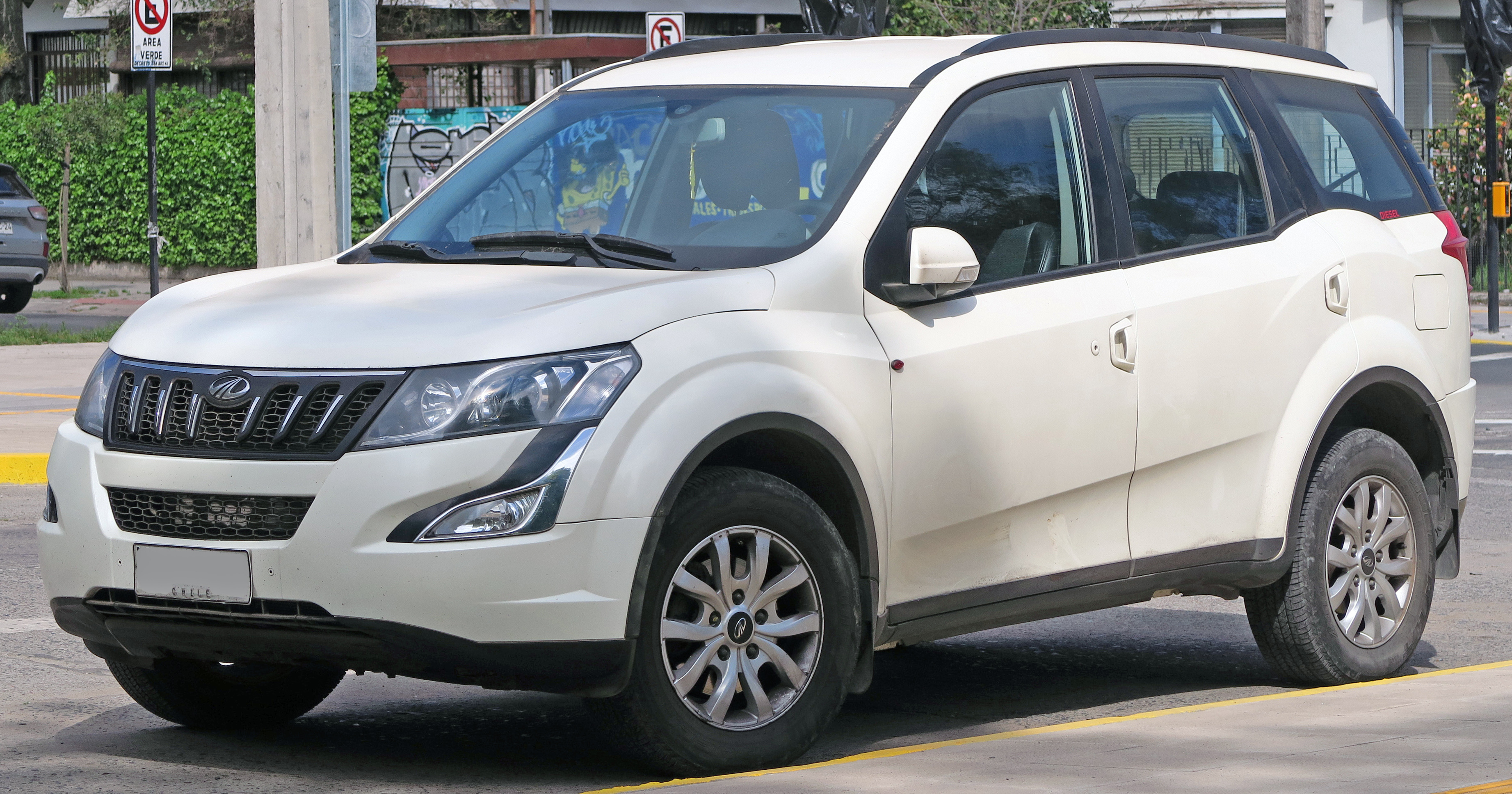
Mahindra XUV500 vue avant

### Deuxième lifting (2018)
Le 18 avril 2018, une autre version revisitée de Mahindra XUV500 est sortie.

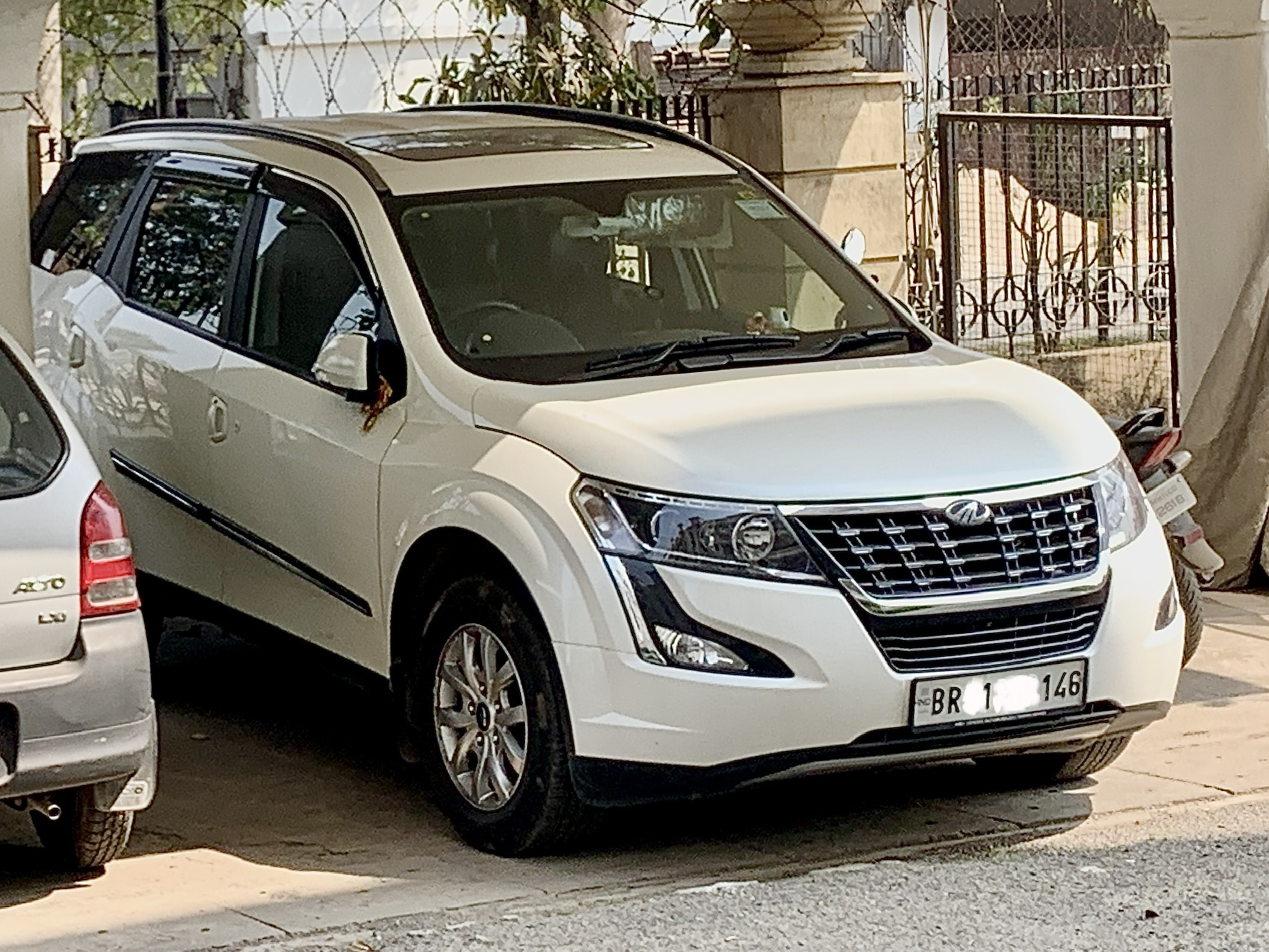
Mahindra XUV500 vue avant
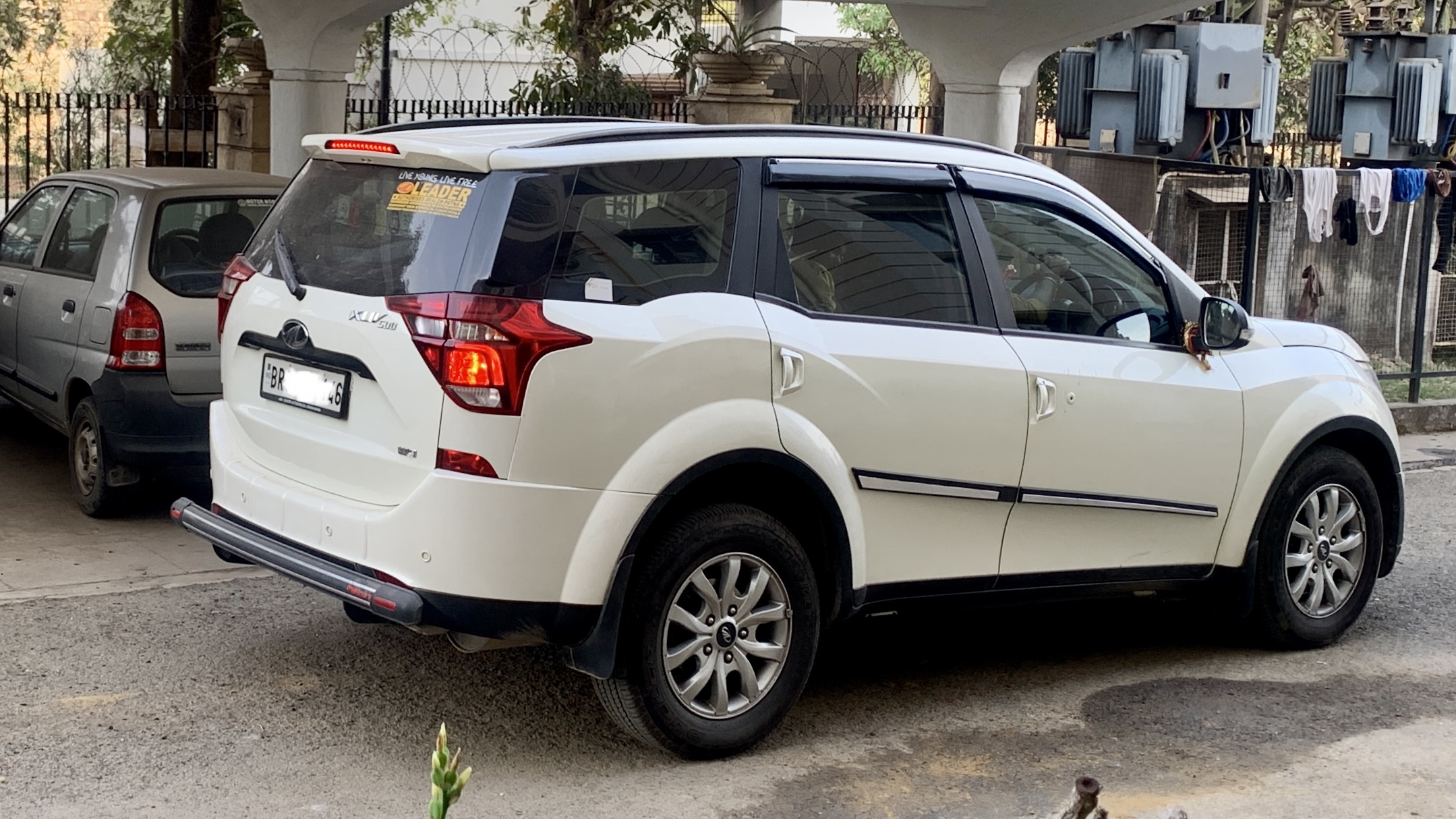
Mahindra XUV500 vue de côté

## Marché extérieur

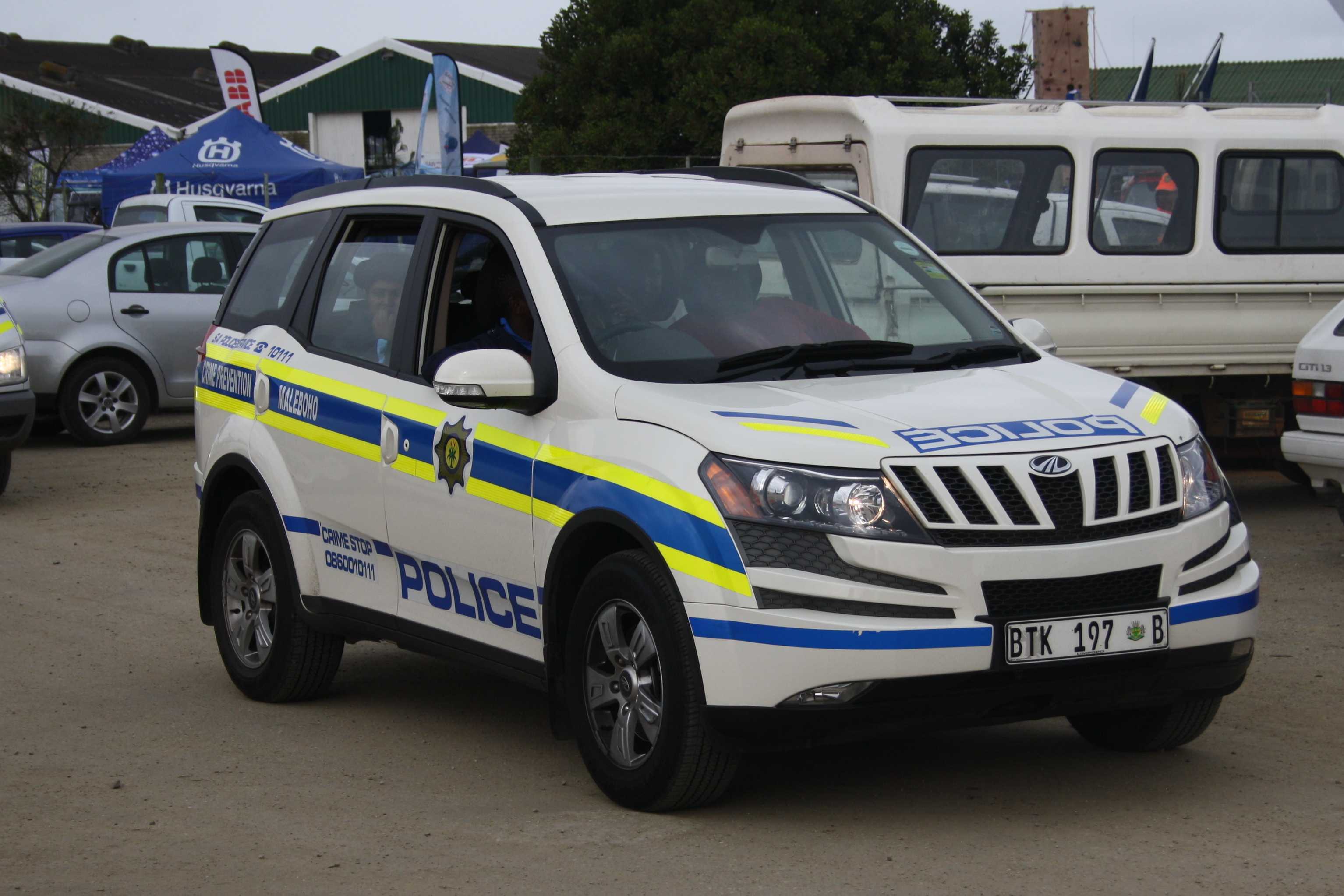
Mahindra XUV500 utilisé par la police sud-africaine.

Pour le marché sud-africain, les ventes du XUV500 ont dépassé les 1 200 unités en février 2013. Il est également vendu en Tunisie.

## Sport motorisé
Le Mahindra XUV500 a pris la première place du Desert Storm Rally 2014 et a réalisé le meilleur temps dans trois sections du rallye.